# Francisco da Silva Romão

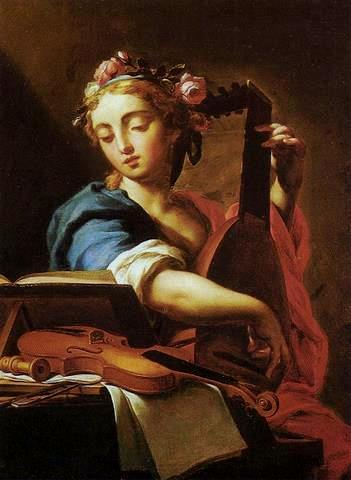
Santa Cecília (sem data). Museu de Arte da Bahia, Salvador.

Francisco da Silva Romão (Salvador, 1827 - idem, 1856) foi um pintor brasileiro do século XIX. Pouco se sabe sobre sua vida. Existiam divergências com relação ao seu nascimento e falecimento, alguns citavam 1834 como seu nascimento e 1895 como seu falecimento. Porém em seu atestado de óbito, preservado na Cúria Metropolitana de Salvador.

## Biografia

### Família
Sua família já era composta de artistas. Francisco era neto do escultor Manoel Ignácio da Costa, que trabalhou em Salvador entre o século XVIII e XIX. Seu irmão Ângelo da Silva Romão também era  desenhista e pintor, foi autor da obra "Visão de Paraguaçu" que está no Museu Histórico Nacional.
Foi pai de João Francisco Romão, um dos fundadores do Liceu de Artes e Ofícios da Bahia e um dos maiores incentivadores dessa iniciativa, enfatizando que o foco desta escola era a classe operária. Chegou a ocupar o cargo de vice-presidente e presidente desta instituição.

### Formação
Francisco da Silva Romão trabalhou como desenhista e pintor na cidade de Salvador. 
Suas primeiras lições artísticas vieram da própria família, seu avô ensinou técnicas de escultura e seu irmão Ângelo, as práticas da pintura. No final, ele optou por sua vocação como pintor. Segundo Manoel Querino, Francisco finalizou seu curso na aula pública de desenho em 1839, sendo posteriormente aluno de Olympio Pereira da Matta. Foi também aluno de José Rodrigues Nunes.
Existem anúncios de 1854, no Almanak Administrativo, Mercantil e Industrial da Bahia, onde ele é mencionado como desenhista, pintor e retratista à daguerreótipo.

### Obras
Deixou poucas obras, onde se destacam alguns retratos e uma Santa Cecília, conservada no Museu de Arte da Bahia(MAB), provavelmente cópia de alta qualidade de original barroco italiano. Esta obra estava na coleção do médico inglês Jonathas Abbott e com o seu falecimento, foi adquirida pelo MAB. Entre suas obras estão:
- Retrato do Imperador Dom Pedro II - na sala da Assembleia Provincial/ Assembleia do Estado[6]
- Retrato do Conde dos Arcos - na Associação Comercial[9]
- Santa Cecília - coleção de Jonathas Abbott, no MAB